# Theo Herckenrath
Theo Herckenrath (Aalst, 22 luglio 1911 – Hoogstraten, 20 marzo 1973) è stato un ciclista su strada belga, professionista dal 1935 al 1942.

## Carriera
Corridore adatto alle corse di un giorno, riuscì in carriera ad imporsi in 1 Liegi-Bastogne-Liegi, nell'edizione del 1934.

## Palmarès

### Strada
- 1934 (una vittoria)

Liegi-Bastogne-Liegi

## Piazzamenti

### Grandi Giri
- Tour de France

1934: 26°

### Classiche monumento
- Liegi-Bastogne-Liegi

1934:vincitore
- Giro delle Fiandre

1936: 13°